# Ptačí oblast
Směrnice č. 147/2009/ES o ochraně volně žijících ptáků (dále jen „Směrnice o ptácích“) byla původně přijata již v roce 1979, v současné době se jedná o tzv. kodifikované znění (od roku 2009). Směrnice vyhlašuje druhovou a územní ochranu všech druhů ptáků, které se přirozeně vyskytují na evropském území členských států EU, a to ve všech jejich vývojových stadiích a v jimi obývaném prostředí. Ochrana se vztahuje na ptáky, jejich vejce, hnízda a jejich stanoviště. V zásadě nelze ptáky držet, odebírat z přírody, lovit, nabízet je, obchodovat s nimi, usmrcovat je, atd. Směrnice o ptácích připouští jednoznačné a kontrolovatelné odchylky z uvedené obecné ochrany, a to např. tradiční, udržitelným způsobem provozovaný lov, zájem ochrany veřejného zdraví, bezpečnost leteckého provozu, prevence hospodářských škod, vědecký výzkum, atd.
Příloha II/1 a II/2 směrnice o ptácích obsahuje seznam druhů, které mohou být, s ohledem na početnost jejich populace, zeměpisné rozšíření a míru rozmnožování, loveny podle národní legislativy daného státu. Členské státy zajistí, že lov těchto druhů nenaruší úsilí o ochranu v jejich areálu rozšíření. Prodej, doprava a držení i chov v lidské péči za účelem prodeje a nabízení živých nebo mrtvých ptáků a jejich částí jsou možné pouze u druhů přílohy III/1 směrnice o ptácích, a to za předpokladu, že ptáci byli legálně zabiti nebo odchyceni nebo získáni jiným zákonným způsobem. Podobný přístup lze povolit u druhů přílohy III/2 směrnice o ptácích s ustanoveními pro určitá omezení.
Ptačí oblasti jsou vymezovány podle výskytu druhů uvedených v přílohách směrnice, nebo jako shromaždiště (hnízdiště, zimoviště) ptáků libovolného druhu v počtu vyšším než 10 000 ks. Tito ptáci jsou hlavním předmětem ochrany, v ptačí oblasti jsou ovšem chráněni všichni ptáci, pakliže na některý druh není udělena výjimka z ochrany (např. povolení odstřelu protahujících populací kormorána velkého v Ptačí oblasti Třeboňsko).
Ptačí oblasti nejsou zvláště chráněnými územími. Vyhlašuje je vláda svými nařízeními, ve kterých nejsou žádné zákazy, ale mohou zde být stanoveny činnosti vyžadující souhlasu orgánu ochrany přírody.
V ptačích oblastech je podporován k přírodě šetrný způsob hospodaření.

## Česko
V Česku bylo navrženo (rokem 2009 také vyhlášeno) k ochraně celkem 41 ptačích oblastí o celkové rozloze 706 000 ha, tj. necelých 9 % rozlohy státu. Největší ptačí oblastí je Šumava.

## Slovensko
Na Slovensku se používá pojem Chráněné ptačí území (slovensky Chránené vtáčie územie).

### Reference

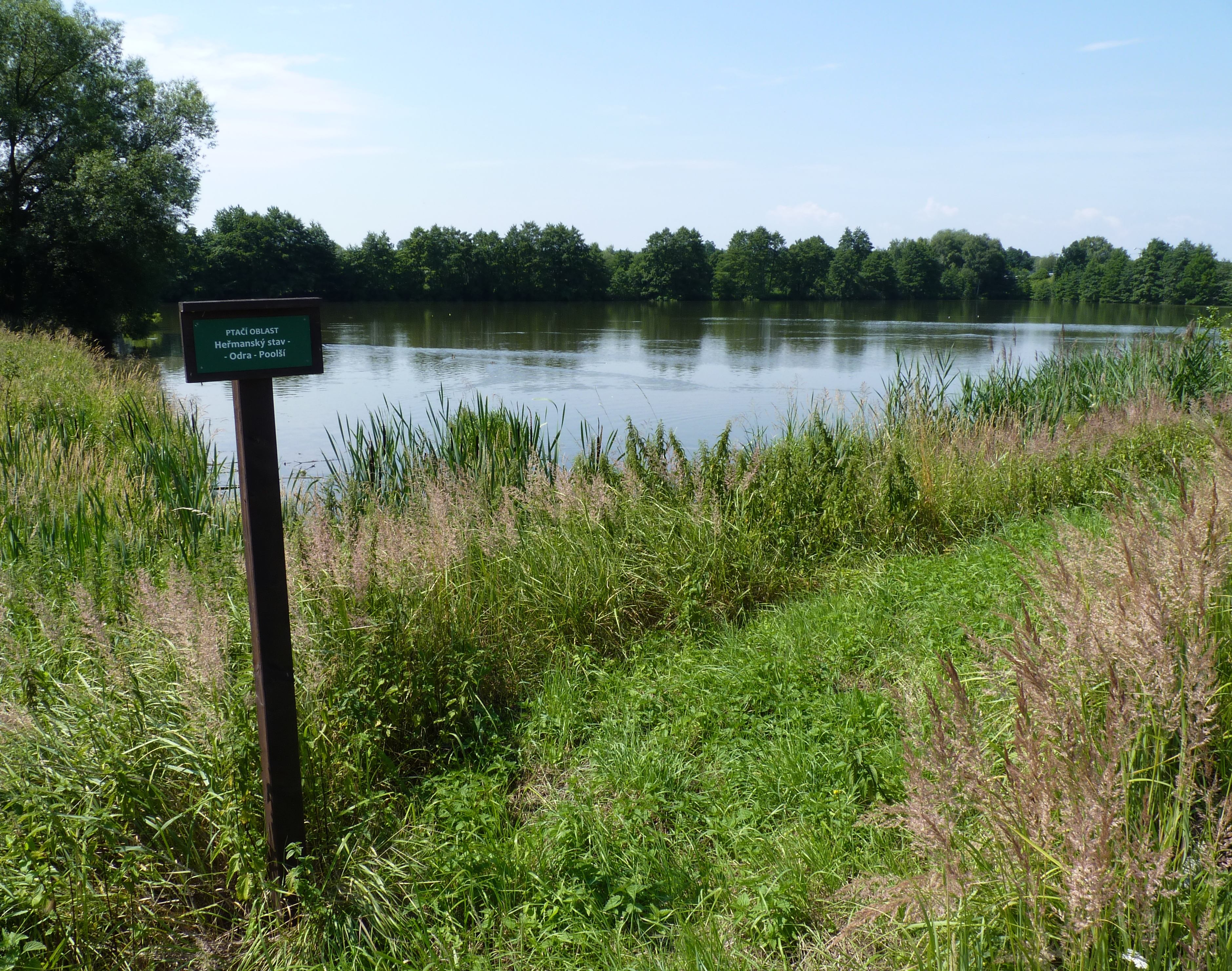
Ptačí oblast Heřmanský stav - Odra - Poolzí